# Ischma (Petschora)
Die Ischma (russisch И́жма, Komi Изьва/Iswa) ist ein 531 Kilometer langer linker Nebenfluss der Petschora im Nordosten des europäischen Teils Russlands.

## Verlauf
Die Ischma entspringt in etwa 200 m Höhe an der Nordostflanke des südlichen Timanrückens. Sie durchfließt in ihrem gesamten Verlauf in vorwiegend nordwestlicher bis nördlicher Richtung die Taigagebiete der zentralen Republik Komi. Im Mittellauf gibt es Stromschnellen, flussabwärts mäandriert der Fluss in zunehmend wiesenreichem und sumpfigem Gelände abschnittsweise in weiten Bögen, bildet Arme und größere Flussinseln. Im Unterlauf wendet sich die Ischma nach Westen, um auf knapp 40 km parallel zur Petschora zu fließen, bevor sie schließlich beim Dorf Ust-Ischma in 14 m Höhe in letztere mündet.
Die wichtigsten Nebenflüsse sind Nischni Odes („Unterer Odes“), Aijuwa und Sebys von rechts sowie Sedju, Uchta und Kedwa von links.

## Hydrographie
Das Einzugsgebiet der Ischma umfasst 31.000 km². In Mündungsnähe erreicht der Fluss eine Breite von über 500 Meter bei einer Tiefe von über zwei Metern; die Fließgeschwindigkeit beträgt hier 0,7 m/s.
Die Ischma gefriert von Mitte November bis Mitte Mai. Die Wasserführung bei Kartajol, 154 km oberhalb der Mündung, beträgt im Jahresdurchschnitt 214 m³/s bei einem Minimum von 54 m³/s im März und einem Maximum von 928 m³/s im Mai, beim Dorf Ischma, 79 km oberhalb der Mündung, bereits entsprechend 317 und 1331 m³/s.

## Infrastruktur und Wirtschaft
Die Ischma ist ab Ust-Uchta an der Einmündung des größten Nebenflusses Uchta auf über 300 km für kleinere Fahrzeuge schiffbar, auf der oberen Hälfte dieses Abschnittes jedoch wegen einer Vielzahl von Stromschnellen nur bei ausreichendem Wasserstand. Als Binnenwasserstraße gelten daher heute nur die 82 km vom Dorf Ischma bis zur Mündung.
Die Ufer der Ischma sind im Maßstab der Republik Komi relativ dicht besiedelt; es gibt Ortschaften entlang dem gesamten Lauf. Größter Ort und einzige Stadt unmittelbar am Fluss ist Sosnogorsk, das bis 1957 ebenfalls Ischma hieß. Unterhalb der Stadt nimmt die Ischma den Nebenfluss Uchta auf, an dem wenige Kilometer flussaufwärts die gleichnamige Großstadt Uchta liegt. Bei Sosnogorsk wird die Ischma von der Petschora-Eisenbahn Konoscha – Kotlas – Workuta sowie der Straße Syktywkar – Uchta – Wuktyl gekreuzt. Hier zweigen zudem eine Eisenbahnstrecke und eine Straße nach Troizko-Petschorsk an der oberen Petschora ab, die dem Oberlauf der Ischma in wechselnder Entfernung folgen und diesen ein- bzw. dreimal überqueren. In diesem Gebiet, um die Siedlungen Woiwosch und Werchneischemski, werden Erdölvorkommen ausgebeutet; daneben spielt die Forstwirtschaft die größte Rolle.